# Wolfgang Jess

Christian Hallbauer (1938)

Wolfgang Jess, auch Jeß, (geboren 28. August 1885 in Hannover; vermisst 1945 in Berlin) war ein deutscher Verleger.

## Leben
Wolfgang Jess war ein Sohn des Richters und späteren Senatspräsidenten am Reichsgericht Karl Jeß. Er absolvierte eine Buchhandelslehre in der Hinrich'schen Buchhandlung in Leipzig und studierte danach Philosophie in Lausanne und Genf. Er arbeitete in der G. Grote’schen Verlagsbuchhandlung in Berlin und machte ein Volontariat bei der Times in London. Jess wurde 1914 für vier Jahre Soldat im Ersten Weltkrieg.
Im Jahr 1920 ging er nach Dresden und eröffnete in der Nachfolge der Verlagsbuchhandlung Gerhard Kühtmann den Wolfgang Jess Verlag. Jess war mit Marianne Jess (1898–1996) verheiratet, sie hatten zwei Kinder.
In dem Verlag wurden aufwendig gestaltete Kunstbücher gedruckt, erschienen Romane, die in der Weimarer Republik Bestsellerauflagen erzielten, sowie Buchreihen mit junger Kunst. 1925 verlegte Jess das Werk Neue Schriftvorlagen des Typographen Rudolf Koch. Er druckte Neuausgaben von Werken Ferdinand Gregorovius’. 1930 verlegte er den ersten Gedichtband Günter Eichs. Im Verlag erschien die Reihe Forschungen zur Sächsischen Kunstgeschichte. 1929 bis 1932 verlegte er die von A. Artur Kuhnert und Martin Raschke redigierte Literaturzeitschrift Die Kolonne.
Nach der Machtübergabe an die Nationalsozialisten 1933 bestand der Verlag weiter. Laut Jens Wonneberger wurde Jess 1940 oder 1941 im Alter von 55 Jahren eingezogen, der Sohn fiel 1941 im Krieg gegen die Sowjetunion. Zu Kriegsende war Jess seit der Schlacht um Berlin vermisst. Bei der Bombardierung von Dresden am 13. Februar 1945 wurden die Geschäftsräume und das Archiv des Verlags Wolfgang Jess vollkommen zerstört.

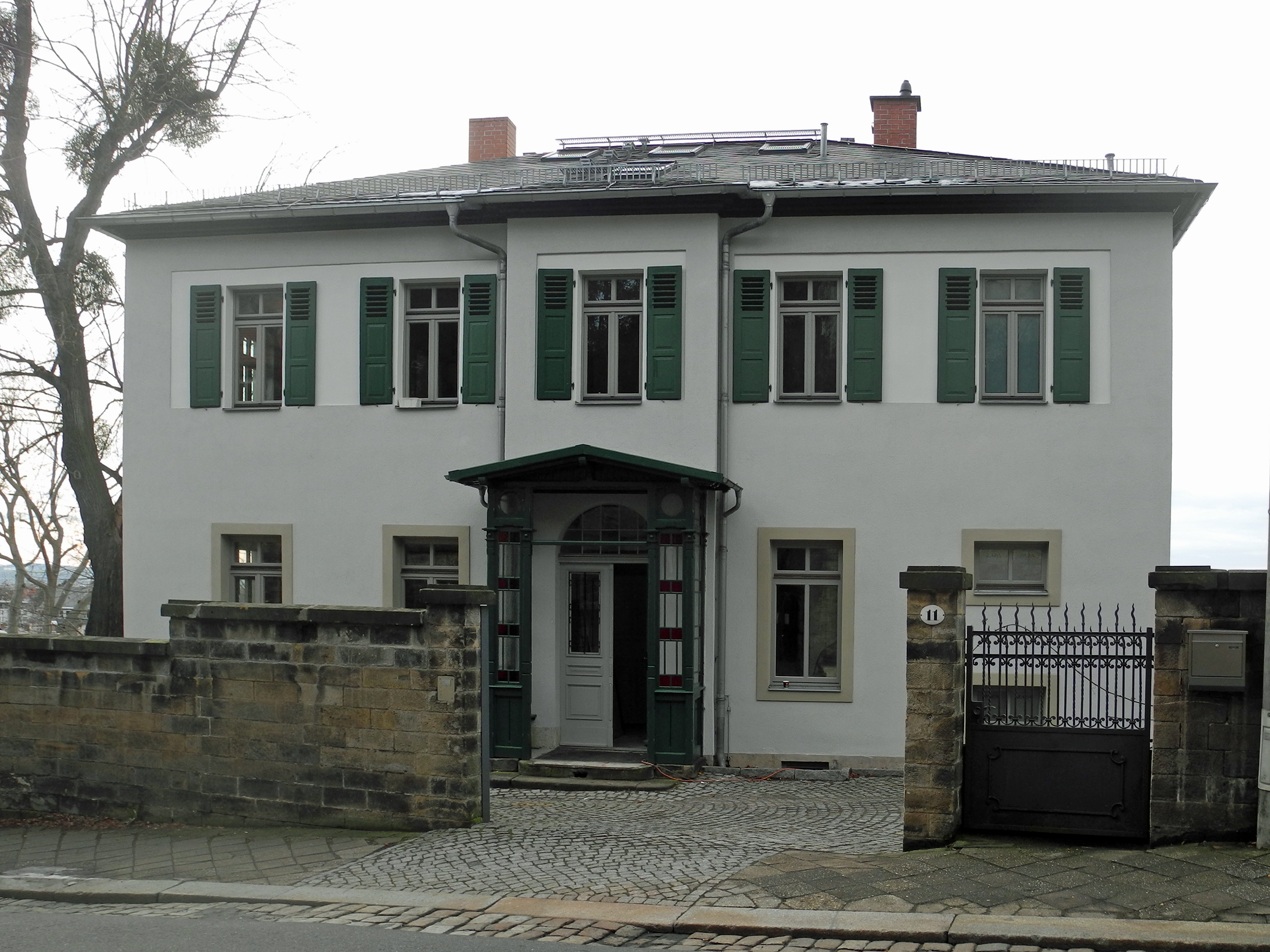
Verlagssitz in Dresden 1947–1958

Die Witwe Marianne Jess erhielt 1947 in der Sowjetischen Besatzungszone eine Lizenz für die Weiterführung des Verlags, dessen Geschäftsräume sich nun in ihrem Privathaus in der Dresdner Schillerstraße befanden. Der Kunsthistoriker Hans Krey wurde Geschäftsführer und gab unter anderem ein Jahrbuch zur Pflege der Künste heraus. Als Krey 1958 republikflüchtig wurde, wurde dem Verlag die Lizenz entzogen. Marianne Jess übersiedelte 1969 in die Bundesrepublik und starb 1996 in Köln.
Jess war selbst auch Kunstsammler zeitgenössischer expressionistischer Kunst, seine Sammlung von Grafiken Erich Heckels gelangten 2023 als „Schenkung Jürgen Brinkmann“ an die Kunstsammlungen Chemnitz.